# Dona Emma
Dona Emma, amtlich portugiesisch Município de Dona Emma, ist eine Kleinstadt im brasilianischen Bundesstaat Santa Catarina in der Region Alto Vale do Itajaí. Die Bevölkerung wurde zum 1. Juli 2021 auf 4224 Einwohner geschätzt, die Donemenser genannt werden und auf einer Gemeindefläche von rund 178,2 km² leben. Sie steht an 189. Stelle bei der Bevölkerungszahl und der 184. Stelle bei der Gemeindefläche der 295 Munizipien des Bundesstaats.

## Namensherkunft
Benannt ist der Ort nach der Ehefrau Emma Maria (1885–1950), geborene Rischbieter, des Koloniedirektors, Kartografen und Lokalhistorikers José Deeke (Maximilian Joseph Deeke).

## Geographie
Die Stadt befindet sich auf 26º59'05" südlicher Breite und 49º43'32" westlicher Länge und liegt ca. 370 Meter über dem Meer. Von Blumenau ist sie rund 100 km entfernt, von der Hauptstadt Florianópolis rund 245 km.
Umliegende Gemeinden sind José Boiteux, Presidente Getúlio, Rio do Oeste, Taió und Witmarsum.
Das Biom ist Mata Atlântica.

### Klima
Die Gemeinde hat gemäßigt-warmes Klima, Cfa nach der Klimaklassifikation nach Köppen und Geiger. Die Durchschnittstemperatur ist 18,5 °C. Die durchschnittliche Niederschlagsmenge liegt bei 1380 mm im Jahr.

## Geschichte
Stadtrechte erhielt die Gemeinde durch das Staatsgesetz Nr. 826, wurde aus Presidente Getúlio ausgegliedert und am 15. Juni 1962 installiert.

## Kommunalverwaltung
Bei der Kommunalwahl 2020 wurde Nerci Barp des Movimento Democrático Brasileiro (MDB) zum Stadtpräfekten (Bürgermeister) für die Amtszeit von 2021 bis 2024 gewählt.
Die Legislative liegt bei einem neunköpfigen Stadtrat.

## Bevölkerungsentwicklung
| Jahr | Einwohner | Stadt | Land  |
| --- | --------- | ----- | ----- |
| 1970 | 3.882     | 164   | 3.718 |
| 1980 | 3.482     | 810   | 2.672 |
| 1991 | 3.616     | 983   | 2.633 |
| 2000 | 3.309     | 1.368 | 1.941 |
| 2010 | 3.723     | 1.868 | 1.855 |
| 2021 | 4.224     | ?     | ?     |
| Hier fehlt eine Grafik, die leider im Moment aus technischen Gründen nicht angezeigt werden kann. Wir arbeiten daran! |           |       |       |

Quelle: IBGE (2011)

## Persönlichkeiten
In Dona Emma lebte und starb der ungarische Emigrant Alexander Lenard, der durch seine Übersetzung von Winnie ille Pu weltbekannt wurde und die Gemeinde als Donna Irma in seinem Werk Das Tal des lateinischen Bären beschreibt.